# キューバから亡命した野球選手一覧
当記事では、キューバから亡命した野球選手をまとめる。

## あ行

### あ
- タイスマリー・アゲロ
- ホセ・アブレイユ
- ミチェル・アブレイユ
- エリスベル・アルエバルエナ
- ダリエル・アルバレス
- フアン・アルメイダ
- レイナルド・アレナス
- ローランド・アローホ
- ランディ・アロサレーナ
- レネ・アロチャ
- レスリー・アンダーソン

### い
- ホセ・イグレシアス
- ライセル・イグレシアス
- ダリエル・イノホサ
- アンディ・イバニェス

### う
- デイロン・ヴァローナ
- ヨルデニス・ウガス
- ヘンリー・ウルティア

### え
- ユネル・エスコバー
- アデイニー・エチェバリア
- ロエニス・エリアス
- ヨアン・パブロ・エルナンデス
- ギジェルモ・エレディア
- ヨスラン・エレラ

### お
- ホルヘ・オーニャ
- セルジオ・オリバ
- エクトル・オリベラ
- オルランド・オルテガ
- レイ・オルドニェス

## か行

### か
- アマウリ・カサーニャ
- ホエール・カサマヨール
- ルスネイ・カスティーヨ
- フアニータ・カストロ
- フィデル・カストロ
- バーバロ・カニザレス
- ダニエスカ・カリオン
- アドニス・ガルシア
- アドリス・ガルシア
- オネルキ・ガルシア
- ホセ・ミロ・カルドナ
- ダニエル・カルボネール
- ユリオルキス・ガンボア

### く
- ユリ・グリエル
- ルルデス・グリエル・ジュニア
- セリア・クルス

### け
- アレックス・ゲレーロ

### こ
- ネスター・コーテズ
- コナン
- ファン・カルロス・ゴメス
- ヤセール・ゴメス
- オスカー・コラス
- ミゲル・ゴンザレス
- ホセ・コントレラス

## さ行

### さ
- ヨアンドリス・サリナス
- フランク・サンチェス
- ユニエスキー・サンチェス
- アルトゥーロ・サンドヴァル

### す
- デニス・スアレス
- ヨスバー・ズルエタ

### せ
- ヨエニス・セスペデス
- ヨエルキ・セスペデス

### そ
- オドラニエル・ソリス
- ホルヘ・ソレア

## た行

### ち
- アロルディス・チャップマン

### て
- アレドミス・ディアス
- ヤンディ・ディアス
- オレステス・デストラーデ
- オドリサメル・デスパイネ
- マイケル・テヘラ

### と
- ディアン・トスカーノ
- ヤズマニー・トマス
- オスバルド・ドルティコス・トラド
- ユニエル・ドルティコス
- ヤディル・ドレイク

## な行

### な
- ホセ・ナポレス

### に
- エイドリアン・ニエト

### の
- エルネスト・ノリス

## は行

### は
- ダニス・バエス
- ミチェル・バエス
- クリスチャン・バケーロ
- フルヘンシオ・バティスタ
- ミゲル・バルガス
- ラウル・バルデス
- ランセス・バルテレミー

### ひ
- ダヤン・ビシエド

### ふ
- ヤシエル・プイグ
- フランシスリー・ブエノ
- オズワルド・フェルナンデス
- ホセ・フェルナンデス (1988年生の内野手)
- ホセ・フェルナンデス (右投手)
- ヤンキール・フェルナンデス
- アリーナ・フェルナンデス・リベルタ
- ダイロン・ブランコ
- アリエル・プリエト
- シーザー・プリエト

### へ
- ブライアン・ペーニャ
- ユニエスキー・ベタンコート
- アレクセイ・ベル
- オーランド・ヘルナンデス
- ヤディエル・ヘルナンデス
- リバン・ヘルナンデス
- シオネル・ペレス
- ネストル・ペレス
- フェリックス・ペレス
- マイク・ペレス

### ほ
- ルイス・ポサダ・カリレス

## ま行

### ま
- アンディ・マーティン
- レオネス・マーティン
- ユニエスキ・マヤ
- マリア・テレサ
- ヤデル・マルティ

### み
- アリエル・ミランダ
- ホアン・ミランダ

### む
- ロイニエル・ムステリエル
- ヤディル・ムヒカ

### め
- ビクトル・ビクトル・メサ
- エクトル・メンドーサ

### も
- ケンドリス・モラレス
- エドゥアルド・モルラン
- フアン・モレノ
- アドリアン・モレホン
- デビッド・モレル
- ヨアン・モンカダ
- ラサロ・モンテス

## ら行

### ら
- マリア・セリア・ラボルデ
- アレクセイ・ラミレス
- シュガー・ラモス
- エリスランディ・ララ
- ラ・ルーペ

### り
- ギレルモ・リゴンドウ

### る
- ホセ・ルイス

### れ
- レグラ・レイエン
- ペドロ・レオン

### ろ
- アンディ・ロドリゲス
- ジャリエル・ロドリゲス
- マエルス・ロドリゲス
- ヨアン・ロペス
- ルイス・ロベルト・ジュニア
- ヨエル・ロメロ